# 圣马刀翅蜂鸟
，是雨燕目蜂鸟科的一种鸟类。
圣马刀翅蜂鸟体重约7.65克，翼长约68.1毫米，嘴峰长约28.5毫米，喙宽度约2.5毫米，喙厚度约2.2毫米，跗蹠长约5.9毫米，尾长约40毫米。圣马刀翅蜂鸟在其分布区内为留鸟，其栖息在半开放的草原环境中，食性为草食性，主要食物来源是植物的花蜜。
圣马刀翅蜂鸟分布于圣玛尔塔内华达山脉。该物种是单型物种，没有亚种分化。